# Оніпко Олексій Федорович
Олексі́й Фе́дорович Оні́пко (1 січня 1943, село Велика Рудка, Диканський район, Полтавська область, УРСР) — український учений-фізик і громадський діяч, доктор технічних наук (1994), лауреат Державної премії України в галузі науки і техніки. Президент ВГО «Українська академія наук».

## Освіта
У 1965 закінчив Харківський університет.

## Кар'єра
- 1965—1972 — працював у Інституті фізики напівпровідників НАН України,
- 1972—1991 — в Інституті проблем матеріалознавства НАН України.

## Наукові праці
Автор майже 150 публікацій та патентів, зокрема монографії «Тонкі плівки» (1994) та вітрогенератора «Ротор Оніпка». Наукові праці стосуються мікроелектроніки та іонно-плазмових технологій.

## Див. також

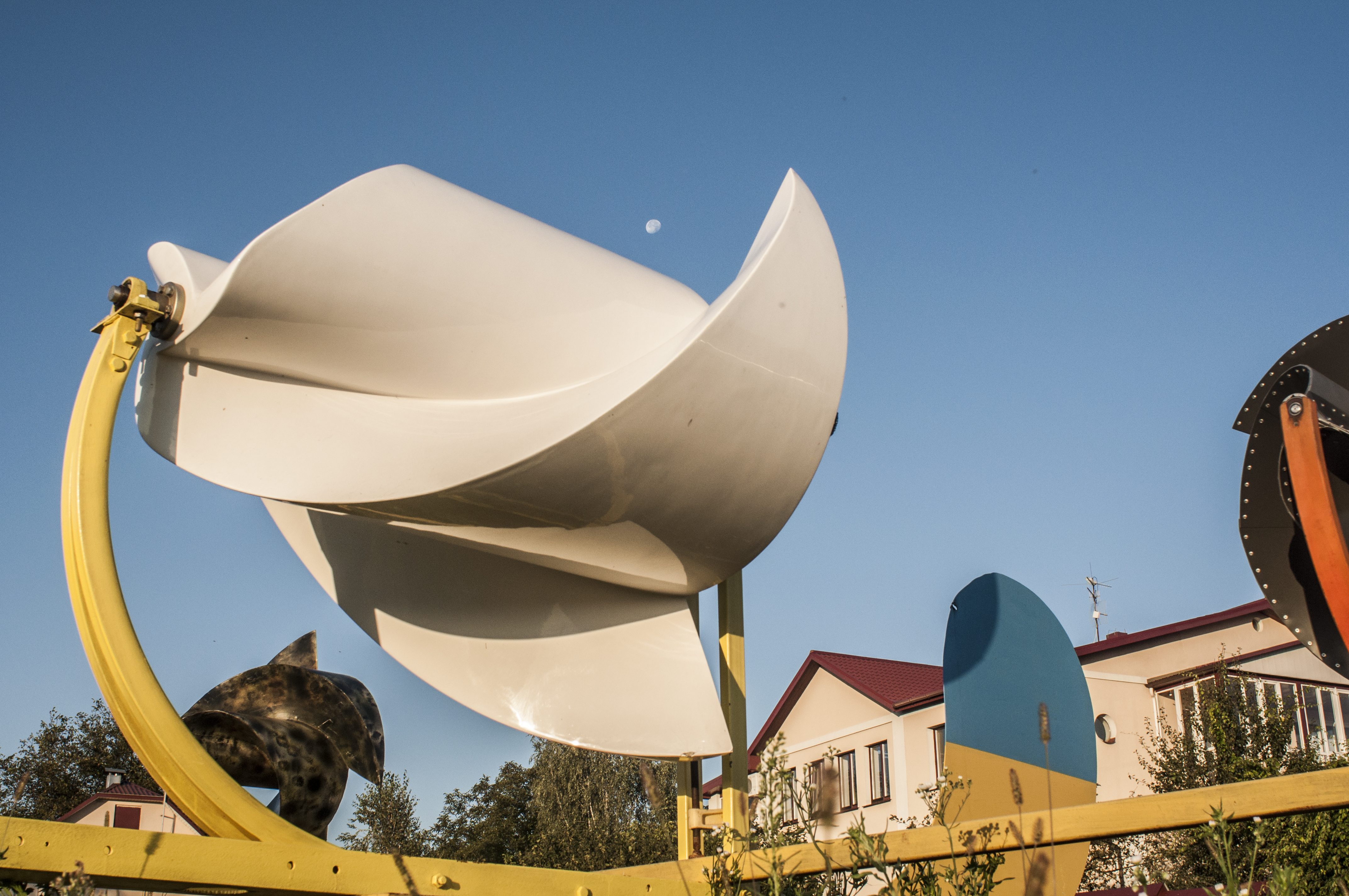
Ротор Оніпка